# Hunger (canción de Florence and the Machine)
«Hunger» es una canción de la banda de indie rock británica Florence and the Machine que fue lanzada el 3 de mayo de 2018 como segundo sencillo de su cuarto álbum de estudio, High As Hope.

## Composición
La canción es originalmente el texto de un poema que la propia Welch escribió con 17 años, en el que confesaba su trastorno alimentario. Posteriormente acabaría recuperando el contenido y lo transformaría en canción, dándole un tono más personal y haciendo referencia a la naturaleza del deseo y al anhelo, algo que fue corroborado por Ryan Reed en su crítica para Rolling Stone, en la que exponía cómo la canción meditaba sobre la correlación entre belleza, romance y mortalidad.

## Posición en listas
| Listas (2018)                                   | Posición más alta |
| ----------------------------------------------- | ----------------- |
| Australia (ARIA)                                | 92                |
| Bélgica-Flandes (Ultratop 50 Singles)           | 42                |
| Bélgica-Valona (Ultratop 40 Singles)            | 20                |
| Escocia (Official Charts Company)               | 23                |
| Estados Unidos (Adult Alternative Songs)        | 1                 |
| Estados Unidos (Adult Top 40)                   | 18                |
| Estados Unidos (Bubbling Under Hot 100 Singles) | 17                |
| Estados Unidos (Hot Rock Songs)                 | 9                 |
| Francia (SNEP)                                  | 127               |
| Irlanda (IRMA)                                  | 43                |
| Islandia (RÚV)                                  | 2                 |
| Nueva Zelanda (Recorded Music NZ)               | 6                 |
| Reino Unido (UK Singles Chart)                  | 41                |